# Chambre syndicale de l'édition musicale
 (mai 2019).
La Chambre Syndicale De l’Edition Musicale (CSDEM) est une organisation professionnelle des éditeurs de variété. Elle a participé aux négociations menant en octobre 2017 à la signature du Code des Usages et des Bonnes Pratiques de l’Edition des Œuvres Musicales. Elle publie le « Baromètre de l’édition musicale », indicateur économique sur l’activité en France et organise chaque année les Prix de la Création Musicale. 

## Organisation
Le Conseil d’administration de la CSDEM est composé de 18 membres, élus pour deux ans en Assemblée générale ordinaire parmi l’ensemble des éditeurs adhérents. Il se réunit au moins une fois par mois au siège de la CSDEM et est chargé de décider des grandes orientations de l’action de la Chambre, il élit en son sein le Président, ainsi que les autres membres du Bureau (Vice-Présidents, Secrétaire et Secrétaire Adjoint, Trésorier et Trésorier Adjoint).
7 commissions sont chargées de répondre aux questions techniques, commerciales et administratives : la commission études, la commission juridique, la commission administrative, la commission graphique et numérique, la commission communication, la commission affaires sociales et la commission prix de la création (PCM).  
La CSDEM agit depuis toujours pour le rayonnement du métier d’éditeur, la protection et la promotion des œuvres et de leurs auteurs. Depuis 2011, ces actions sont renforcées avec l’organisation des Prix de la Création Musicale, vitrine des différentes facettes du métier d’éditeur de musique et la commission formation. 
Une assemblée générale se tient une fois par an. 

## Activité
La CSDEM obtient en 2011 la fermeture du site Paroles.net, ainsi que le versement d'une indemnité financière,. Le site rouvre en 2012, administré par un ancien gérant de catalogue chez Sony, la CSDEM étant devenue propriétaire du nom du domaine,.
La CSDEM développe sa propre base de données « qu’elle propose ensuite par partenariat à des entreprises telles que Purefans ou encore Greatsong ».
La CSDEM publie depuis 2007 le Baromètre de l’édition musicale, à l’initiative des deux syndicats professionnels de l’édition musicale, la CEMF et la CSDEM. Cet indicateur économique et financier s’inscrit dans la nécessité de transparence de l’écosystème musical. Il doit permettre de mieux comprendre les conditions d’exercice de l’édition musicale, du métier d’éditeur et son rôle dans le développement des carrières d’artistes, auteurs ou compositeurs.

## Lobbying
La CSDEM participe aux différents travaux et réflexions conduits dans le domaine musical comme ce fut le cas pour le Code des Usages signé en Octobre 2017. Elle siège en outre dans des associations et organismes qui défendent les intérêts des auteurs, compositeurs et éditeurs de musique exerçant leur activité en France (Victoires de la Musique, TPLM, le FCM, Le Bureau Export, la SEAM, l’AFDAS, l’AGESSA). 

### En France
Pour l'année 2017, la CSDEM déclare à la Haute Autorité pour la transparence de la vie publique exercer des activités de lobbying en France pour un montant qui n'excède pas 10 000 euros.

### Auprès des institutions de l'Union européenne
La CSDEM est inscrite depuis 2018 au registre de transparence des représentants d'intérêts auprès de la Commission européenne, et déclare en 2018 pour cette activité des dépenses annuelles d'un montant inférieur à 10 000 euros.